# Roßdorf (Turíngia)
Roßdorf é um município da Alemanha localizado no distrito de Schmalkalden-Meiningen, estado da Turíngia.